# Medveđa
Medveđa (cirill betűkkel Медвеђа, albánul Medvegja) városa az azonos nevű község székhelye Szerbiában, a Jablanicai körzetben.

## Népesség
- 1948-ban 1 732 lakosa volt.
- 1953-ban 1 810 lakosa volt.
- 1961-ben 2 188 lakosa volt.
- 1971-ben 2 621 lakosa volt.
- 1981-ben 2 488 lakosa volt.
- 1991-ben 3 057 lakosa volt
- 2002-ben 2 810 lakosa volt, melyből 2 370 szerb (84,34%), 203 albán (7,22%), 97 roma, 90 montenegrói, 9 macedón, 4 bolgár, 2 muzulmán, 1 bosnyák, 1 bunyevác, 1 egyéb, 27 nem nyilatkozott, 1 régióbeli hovatartozású személy és 4 ismeretlen.

## A községhez tartozó települések
- Bogunovac (Medveđa),
- Borovac (Medveđa),
- Varadin (Medveđa),
- Velika Braina,
- Vrapce (Medveđa),
- Gazdare,
- Gornja Lapaštica,
- Gornji Bučumet,
- Gornji Gajtan,
- Grbavce,
- Gubavce,
- Gurgutovo,
- Donja Lapaštica,
- Donji Bučumet,
- Donji Gajtan,
- Drence,
- Đulekare,
- Kapit,
- Lece (Medveđa),
- Mala Braina
- Marovac (Medveđa),
- Maćedonce,
- Maćedonce Retkocersko,
- Medevce,
- Mrkonje (Medveđa),
- Negosavlje,
- Petrilje,
- Poroštica,
- Pusto Šilovo,
- Ravna Banja,
- Retkocer,
- Rujkovac,
- Svirce,
- Sijarina,
- Sijarinska Banja,
- Sponce,
- Srednji Bučumet,
- Stara Banja (Medveđa),
- Stubla (Medveđa),
- Tulare,
- Crni Vrh (Medveđa)
- Čokotin